# Henry Miles
Henry Miles (2 juin 1698 - 10 février 1763) est un ministre dissident et écrivain scientifique anglais et membre de la Royal Society connu pour ses expériences sur l'électricité.

## Biographie
Il est né à Stroud, Gloucestershire, le 2 juin 1698. Il fait ses études pour le ministère dissident, probablement à Londres. Son premier établissement est à Lower Tooting, dans le Surrey, où il succède à Francis Freeman (mort le 17 novembre 1726), un presbytérien. Miles est à cette époque un indépendant (congrégationaliste). Il est ordonné prêtre en 1731. En 1737, conservant toujours sa charge de Tooting, il devient l'assistant de Samuel Chandler, à l'Old Jewry Meeting-house. À partir de ce moment, il est compté comme presbytérien.
Il occupe le double poste jusqu'en 1744, et pour le reste de sa vie est ministre à Tooting seulement, ayant John Beesley comme assistant à partir de 1756. En 1743, il est élu membre de la Royal Society, et en 1744, il reçoit le diplôme de DD de l'Université d'Aberdeen. A son travail de chaire, pendant trente ans, il consacre deux jours par semaine, se levant entre deux et trois heures du matin pour rédiger ses sermons.
Il est un ami de Daniel Neal et de Nathaniel Lardner, et un correspondant de Philip Doddridge, à qui il envoie quelques critiques de son Family Expositor. Il meurt le 10 février 1763. Son sermon funéraire est prêché par Philip Furneaux (en).

## Héritage
Sa veuve, Emma Miles (morte en 1790), par des actes du 6 octobre 1763 et du 15 février 1766, établit une dotation de 500 £ pour le ministère de Tooting et transfère la salle de réunion aux administrateurs pour l'usage des dissidents du « presbytérien ou dénomination indépendante. En 1880, la propriété fait l'objet d'un procès en chancellerie, qui est décidé le 1er mars 1888 en faveur des Indépendants.
Ses communications aux Transactions philosophiques s'étendent de 1741 à 1753 et concernent l'histoire naturelle, la météorologie et l'électricité, dans lesquelles il fait de nouvelles expériences. Il prête assistance à Thomas Birch dans son édition (1744) des œuvres de Robert Boyle.